# Rock Island (Washington)
Rock Island is een plaats (city) in de Amerikaanse staat Washington, en valt bestuurlijk gezien onder Douglas County.

## Demografie
Bij de volkstelling in 2000 werd het aantal inwoners vastgesteld op 863.
In 2006 is het aantal inwoners door het United States Census Bureau geschat op 854, een daling van 9 (-1.0%).

## Geografie
Volgens het United States Census Bureau beslaat de plaats een oppervlakte van
1,6 km², waarvan 1,5 km² land en 0,1 km² water. Rock Island ligt op ongeveer 196 m boven zeeniveau.

## Plaatsen in de nabije omgeving
De onderstaande figuur toont nabijgelegen plaatsen in een straal van 20 km rond Rock Island.